# Mostviertel
Mostviertel (Pătrarul Mustului) este o regiune din sud-vestul Austriei Inferioare. Regiunea este delimitată la nord de Dunăre, la est Wienerwald (Pădurea Vieneză), la sud și la vest de Steiermark și St. Pölten din Austria Superioară.

## Districte
Mostviertel cuprinde districtele:
- Amstetten
- Waidhofen an der Ybbs
- Scheibbs
- Melk la sud de Dunăre cu capitala Melk
- Lilienfeld
- Tulln la sud de Dunăre
- St. Pölten oraș și St. Pölten-Land

## Castele
- Castelul Zeillern
- Castelul Scheibbs
- Castelul Achleiten la Limbach
- Castelul Senftenegg
- Castelul Wolfpassing
- Castelul Ernegg (Steinakirchen am Forst)
- Castelul Stiebar (Gresten)
- Castelul Rothschild (Waidhofen an der Ybbs)
- Castelul Zell (Waidhofen an der Ybbs)